# Јастребац (Владичин Хан)
Јастребац је насеље у Србији у општини Владичин Хан у Пчињском округу. Према попису из 2022. било је 77 становника (према попису из 1991. било је 329 становника).

## Старина и прошлост
Једно место у махали Медарци зове Манастир. Тамо се виде слаби остаци од зидова. У народу се верује, да је на том месту био неки стари српски манастир („олтар је био на истоку“). - Потес Селиште лежи недалеко од данаше цркве.
Село Јастребац постало је на истн начин и у исто време када су основана суседна села Зебинце и Рдово: у другој половини XVIII века ту се однекуда доселило једно домаћинство садашњег рода Чакинци. После су долазили преци других данашњих родова. Око 1900. године село је имало 25 кyћa.
Јастребац има цркву посвећену св. Илији. Она је саграђена пре око 30 година. Пре тога на њеном месту била је нека непозната црквица (ниска и покривена каменим плочама). – Гробље је у југоисточном делу насеља. - Сеоска слава је Спасовдан.
Јастребац лежи нa подједнакој даљини између Лесковца и Врања. Зато су сељаци повремено посећивали један и други град (у Лесковац су ишли због пијаце, а у Врање због суда и војне команде). Откако се развио Вл. Хан они немају потребе да посећују те градове.
Због положаја и бољих економских прилика, Јастребац представља центар за околна насеља. У њему се налази задружна продавница, осмогодишња школа, месна канцеларија и црква.
Северозападно од Јастребца је планински врх Глава или Јевлова Глава (1144 м). Тамо су Бугари 23. III. 1943. г. стрељали око 80 млађих Срба из околних села.
Порекло станавииштва. - Становништво Јасребца, како је поменуто, потиче од досељених предака. Родови су: Чакинци или Ридарци (3.к, св. Арханђео), најстарији род у селу досељен од некуда. Од правих Чакинаца потиче само једно домаћинство. Остали су од домазета. У селу се говори, да „ово племе нe фираје“. Они су раније имали и доста земље, али cy постепено осиромашили. Сада млађи досељеници имају више земље од њих. У Јастребцу постоји најстарија двоодељна чакинска кућа (једно одељење је са огњиштем, друго је соба). – Медарци (14 к) и Јеремнци (16 к), славе „св. Ђорђа у новембру“. Дошли су од некуда. – Славујци (21 к, св. Арханђео) дошли су из села Загужана близу В. Грабовннце у околини Лесковца. Раније су се звали Светићовци. Њихов предак имао је девет синова и једну кћер. 3бог кћери они су „убили Турчина“. Иза тога су побегли у Јастребац. После неког времена једни су отишли у поменуту Грабовннцу, док су други остали у Јастребцу. Деда Јовинци (15 к.) и Китинци (5 к), славе св. Hиколу. Раније су чинили један род. Досељени су од ненуда. – Бамбарци (16 к, св. Јован), досељени су од ненуда. – Терзици (4 к, св. Никола), потичу од претка досељеног из Репишта. И тамо су били од некуда насељени. Оснивач рода овде је дошао са мајком приликом њене преудаје. – Лештарци (1 к, св. Арханђео), грана су од рода Славујци.

## Исељеници
У В. Сејаници у северном делу Грделнчке клисуре живи велики српски род Јеремици (40 к). Они су грана од данашњег јастребачког истоименог рода. - По Првом светском рату неколино породица из Јастребца било је насељено у Метохији. - Иза другог светског рата 10 јастребачких породица колонизовано је у Книћанину у Војводини. Неке од тих породица напустиле су Книћанин и сада живе у Коњарнику код Прокупља.
Дупељево (сада пусто селиште). - На атару данашњег Јастребца, у планини, раније је постајало српско село Дупељево. Оно је тачније лежало између данашњих потеса Глог и Спасова Чука (1163 м), који су означени на нашој специјалној карти (секција „Врање“, 1:100.000). То место сељаци из Јастребца зову Старо Селиште.
О старом селу код становника околних насеља (Јастребца, Зебинца и других) говори се ово. Једном је неки младић из Дупљева служио у Лесковцу. Он је тамо убио неког лесковачког Турчина. 3бог тога су ово село напали лесковачки Турци: они су „све куће запалили и људе побили".
Становници Дупељева били су велики сточари. Приликом спаљивања села „маст је потекла као река". Мисли се, да је по томе једном месту остао назив Маслина Падина. Од старог Дупељева данас је очувана само једна воденица. Зове се Дупељевска Воденица.
Расељавање Дупељева изгледа да није било тако давно. Сеоско гробље добро се познавало до 1957. г. Од поменуте године на том гробљу и око њега имају њиве са кромпиром сељаци из Јастребца. У селу Слатини у северном делу Грделичке клисуре живе српски родови Чивутци (10 к) и Павлови(9 к). Они потичу од претка Илије, тамо досељеног пре око 130 година из ранијег села Дупљева (в. опис Слатинe).

## Демографија
У насељу Јастребац живи 198 пунолетних становника, а просечна старост становништва износи 52,0 година (50,2 код мушкараца и 54,3 код жена). У насељу има 86 домаћинстава, а просечан број чланова по домаћинству је 2,57.
Ово насеље је у потпуности насељено Србима (према попису из 2002. године), а у последња три пописа, примећен је пад у броју становника.
|  |

| Демографија | Демографија | Демографија |
| Година      | Становника  | Становника  |
| ----------- | ----------- | ----------- |
| 1948.       | 590         |             |
| 1953.       | 629         |             |
| 1961.       | 637         |             |
| 1971.       | 578         |             |
| 1981.       | 467         |             |
| 1991.       | 329         | 324         |
| 2002.       | 221         | 221         |
| 2011.       | 119         |             |
| 2022.       | 77          |             |

| Етнички састав према попису из 2002.‍ | Етнички састав према попису из 2002.‍ | Етнички састав према попису из 2002.‍ | Етнички састав према попису из 2002.‍ | Етнички састав према попису из 2002.‍ |
| ------------------------------------ | ------------------------------------ | ------------------------------------ | ------------------------------------ | ------------------------------------ |
|                                      |                                      |                                      |                                      |                                      |
| Срби                                 | Срби                                 |                                      | 221                                  | 100,0%                               |
| непознато                            | непознато                            |                                      | 0                                    | 0,0%                                 |

| Година пописа     | 1948. | 1953. | 1961. | 1971. | 1981. | 1991. | 2002. |
| ----------------- | ----- | ----- | ----- | ----- | ----- | ----- | ----- |
| Број домаћинстава | 98    | 101   | 112   | 116   | 110   | 100   | 86    |

| Број чланова      | 1  | 2  | 3  | 4 | 5 | 6 | 7 | 8 | 9 | 10 и више | Просек |
| ----------------- | -- | -- | -- | - | - | - | - | - | - | --------- | ------ |
| Број домаћинстава | 19 | 35 | 15 | 5 | 6 | 5 | 1 | 0 | 0 | 0         | 2,57   |

| Пол    | Укупно | Неожењен/Неудата | Ожењен/Удата | Удовац/Удовица | Разведен/Разведена | Непознато |
| ------ | ------ | ---------------- | ------------ | -------------- | ------------------ | --------- |
| Мушки  | 107    | 24               | 71           | 11             | 1                  | 0         |
| Женски | 92     | 6                | 78           | 8              | 0                  | 0         |
| УКУПНО | 199    | 30               | 149          | 19             | 1                  | 0         |

| Пол    | Укупно                    | Пољопривреда, лов и шумарство | Рибарство                            | Вађење руде и камена | Прерађивачка индустрија       |
| ------ | ------------------------- | ----------------------------- | ------------------------------------ | -------------------- | ----------------------------- |
| Мушки  | 47                        | 20                            | 0                                    | 0                    | 12                            |
| Женски | 14                        | 11                            | 0                                    | 0                    | 0                             |
| УКУПНО | 61                        | 31                            | 0                                    | 0                    | 12                            |
| Пол    | Производња и снабдевање   | Грађевинарство                | Трговина                             | Хотели и ресторани   | Саобраћај, складиштење и везе |
| Мушки  | 2                         | 8                             | 0                                    | 1                    | 0                             |
| Женски | 0                         | 0                             | 0                                    | 0                    | 0                             |
| УКУПНО | 2                         | 8                             | 0                                    | 1                    | 0                             |
| Пол    | Финансијско посредовање   | Некретнине                    | Државна управа и одбрана             | Образовање           | Здравствени и социјални рад   |
| Мушки  | 0                         | 0                             | 2                                    | 1                    | 0                             |
| Женски | 0                         | 0                             | 0                                    | 2                    | 1                             |
| УКУПНО | 0                         | 0                             | 2                                    | 3                    | 1                             |
| Пол    | Остале услужне активности | Приватна домаћинства          | Екстериторијалне организације и тела | Непознато            | Непознато                     |
| Мушки  | 0                         | 0                             | 0                                    | 1                    | 1                             |
| Женски | 0                         | 0                             | 0                                    | 0                    | 0                             |
| УКУПНО | 0                         | 0                             | 0                                    | 1                    | 1                             |